# Bouillé-Ménard
Bouillé-Ménard ist eine französische Gemeinde mit 775 Einwohnern (Stand: 1. Januar 2022) im Kanton Segré-en-Anjou Bleu im Arrondissement Segré im Département Maine-et-Loire und in der Region Pays de la Loire. Die Einwohner werden Bouilléens genannt.

## Geografie
Bouillé-Ménard liegt etwa 45 Kilometer nordöstlich von Angers in der Segréen. Umgeben wird Bouillé-Ménard von den Nachbargemeinden La Boissière im Norden, Segré-en-Anjou Bleu im Norden, Süden und Osten, Ombrée d’Anjou im Westen und Südwesten sowie Bourg-l’Évêque im Westen.

## Bevölkerungsentwicklung
| 1962                       | 1968 | 1975 | 1982 | 1990 | 1999 | 2006 | 2018 |
| -------------------------- | ---- | ---- | ---- | ---- | ---- | ---- | ---- |
| 901                        | 891  | 746  | 733  | 719  | 638  | 717  | 752  |
| Quellen: Cassini und INSEE |      |      |      |      |      |      |      |

## Sehenswürdigkeiten
- Kirche Sainte-Maurille, 1894 wieder errichtet

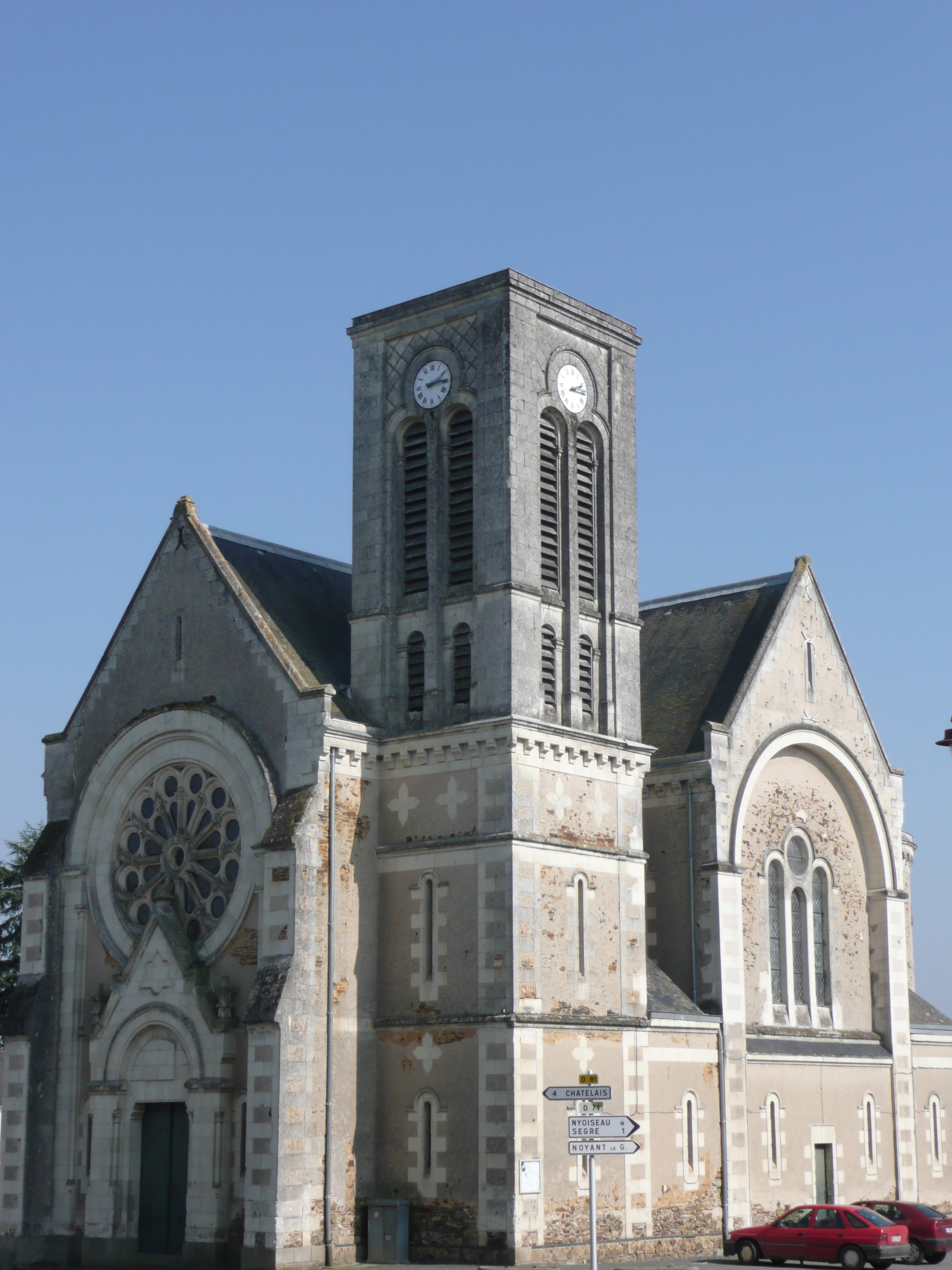
Kirche Sainte-Maurille

- Schloss aus dem 16. Jahrhundert